# Nyland
För andra betydelser, se Nyland (olika betydelser).
Nyland (finlandssvenskt uttal: [ˈnyːlɑnd]; finska: Uusimaa [ˈuːsimɑː]; latin: Nylandia) är ett landskap i Finland, beläget vid Finska vikens norra kust, den östligaste viken i Östersjön. Flertalet av landskapets invånare bor i Huvudstadsregionen och med 1,7 miljoner invånare år 2022 är Nyland Finlands folkrikaste landskap.
Folkmängden i Nyland uppgick den 31 december 2012 till 1 566 835  invånare (1 287 069 finskspråkiga och 133 764 svenskspråkiga), landskapets totala areal utgjordes den 1 januari 2012 av 16 057,88 kvadratkilometer  och därav utgjordes landytan av 9 096,36  kvadratkilometer (sötvatten: 471,35 km²  och havsvatten: 6 490,17 km²).

## Landskapsvapen
Landskapets vapen (som även var Nylands läns vapen) föreställer en gyllene båt mellan två silverströmmar i blått fält. Skölden kröns av en friherrlig krona. Båten är en gammal symbol för kusttrakterna.

## Historia
Historiskt har Nyland sträckt sig från Hangö udd i väster till Kymmene älv i öster. Huvuddelen av detta område tillhörde från 1831 Nylands län, och vid reformen av Finlands områdesindelning 1998 bildades av området två nya landskap: Nyland och Östra Nyland. Östra Nyland slogs samman med Nyland vid årsskiftet 2010/2011.

## Landskapsfullmäktiges ordförande
Eero Heinäluoma är sittande (2013-2016) fullmäktigeordförande i landskapet Nyland.

## Kommuner
Sedan den 1 januari 2013 omfattar Nyland 26 kommuner, varav 13 är städer. Städerna är skrivna med fet stil.
| - Askola - Borgnäs (fi: Pornainen) - Borgå (fi: Porvoo) - Esbo (fi: Espoo) - Grankulla (fi: Kauniainen) - Hangö (fi: Hanko) - Helsingfors (fi: Helsinki) - Hyvinge (fi: Hyvinkää) - Högfors (fi: Karkkila) - Ingå (fi: Inkoo) - Kervo (fi: Kerava) - Kyrkslätt (fi: Kirkkonummi) - Lappträsk (fi: Lapinjärvi) |  | - Lojo (fi: Lohja) - Lovisa (fi: Loviisa) - Mäntsälä - Mörskom (fi: Myrskylä) - Nurmijärvi - Pukkila - Raseborg (fi: Raasepori) - Sibbo (fi: Sipoo) - Sjundeå (fi: Siuntio) - Träskända (fi: Järvenpää) - Tusby (fi: Tuusula) - Vanda (fi: Vantaa) - Vichtis (fi: Vihti) |

I språkligt avseende är 15 av kommunerna i landskapet officiellt tvåspråkiga. Resten är enspråkigt finska.

## Välfärdsområden
Fyra välfärdsområden ansvarar för social- och hälsovård samt räddningstjänst inom landskapet, förutom i Helsingfors stad där staden ansvarar för dessa områden.
Välfärdsområdena är:
- Östra Nylands välfärdsområde för kommunerna Askola, Borgå, Lappträsk, Lovisa, Mörskom, Pukkila och Sibbo
- Mellersta Nylands välfärdsområde för kommunerna Borgnäs, Hyvinge, Mäntsälä, Nurmijärvi, Träskända och Tusby
- Västra Nylands välfärdsområde för kommunerna Esbo, Grankulla, Hangö, Högfors, Ingå, Kyrkslätt, Lojo, Raseborg, Sjundeå och Vichtis
- Vanda och Kervo välfärdsområde för kommunerna Kervo och Vanda

## Ekonomiska regioner
Landskapet Nyland omfattar följande fyra ekonomiska regioner: 
- Borgå ekonomiska region (nr 015)
- Helsingfors ekonomiska region (nr 011)
- Lovisa ekonomiska region (nr 016)
- Raseborgs ekonomiska region (nr 014)